# Астафан, Майкл
Майкл Энтони Астафан — политический деятель Доминики. Бизнесмен. Лидер Доминикской партии свободы с 5 августа 2007 года.

## Биография
Окончив Университет Нью-Брансуика в Нью-Брансуике (Канада), получил степень бакалавра в области химической инженерии. Затем продолжил учёбу в Коннектикутском университете после чего стал магистром управленческой инженерии.
Имеет также сертификат в области планирования, государственного управления и управления проектами Хартфордского института государственного управления.
В течение ряда лет возглавлял Ассоциацию промышленности и торговли Доминики. Хорошо известный деятель частного сектора.
После парламентских выборов 2005 года, на которых его партия набрала 3,15 % голосов и потеряла все свои места в Палате собрания страны впервые с 1975 года встал вопрос о изменениях в руководящем составе Доминикской партии свободы.
В 2007 году новым политическим лидером большинством однопартийцев был избран бизнесмен Майкл Астафан.
Впоследствии М. Астафана сменила владелица гостиницы Джудит Пестайна. На выборах в июле 2009 года Доминикской партии свободы получила лишь 2,39 % голосов избирателей и ни одного места в законодательных органах. Пестайна вынуждена была уйти в отставку в октябре 2012 года, временным лидером вновь стал М. Астафан.

## Избранные публикации
- Какие действия следует предпринять частному сектору для создания рабочих мест, расширения торговли и генерирования иностранной валюты? (1993)
- Членство Доминики в CSME, OECS и EPA — благодаря чему эти договоренности работают на нас (2008)
- Пора изучить проблемы, с которыми сталкивается Доминика (2012)